# Sainte-Catherine-de-la-Jacques-Cartier
Sainte-Catherine-de-la-Jacques-Cartier è una città situata in Québec, in Canada, nella Municipalità Regionale di Contea di La Jacques-Cartier, nella regione amministrativa della Capitale-Nationale. Il fiume Jacques-Cartier attraversa la città.
Le attrazioni locali sono le piste ciclabili, la Anne-Hébert Social and Cultural Centre, l'Ice Hotel e il Duchesnay Inn. La città ha anche un centro giovanile e una scuola elementare con tre edifici.
La città prende il nome da Catherine Nau de La Boissière et de Fossambault, una nobildonna della Nuova Francia.

## Società

### Evoluzione demografica
| \| Anno \| Abitanti \| \| ---- \| -------- \| \| 1991 \| 4 011 \| \| 1996 \| 4 428 \| \| 2001 \| 4 681 \| \| 2006 \| 5 021 \| \| 2011 \| 6 319 \| |          |
| Fonte: |          |
| Anno | Abitanti |
| 1991 | 4 011    |
| 1996 | 4 428    |
| 2001 | 4 681    |
| 2006 | 5 021    |
| 2011 | 6 319    |

Abitazioni private occupate da residenti abituali: 2 488 (abitazioni totali: 2 582)

### Lingue e dialetti
Madrelingua:
- Inglese come prima lingua: 1.8%
- Francese come prima lingua: 97.1%
- Inglese e Francese come prima lingua: 0%
- Altre come prima lingua: 1.1%